# Catedral de San Patricio (El Paso)
La Catedral de San Patricio (en inglés: Saint Patrick Cathedral) es la sede de la Diócesis de El Paso, Texas al sur de Estados Unidos. La catedral está situada en 1118 N. Mesa Street, al norte de la zona centro. Es la iglesia madre de 668.000 católicos en la diócesis (según un estudio de 2006).  La parroquia catedral opera una  serie de escuelas secundarias católicas de El Paso, como la Cathedral High School y la Escuela Primaria St Patrick adyacente a la iglesia. La iglesia fue diseñada por Barnett, Haynes & Barnett, un estudio de arquitectura de St Louis, Misuri. Fue construida en forma de una basílica bizantina, en el estilo renacentista italiano. En la recaudación de fondos para la construcción de la catedral, la diócesis aceptó permitir que el primer grupo recaudara $ 10,000 para el proyecto a nombre de la nueva catedral. Un grupo de mujeres católicas irlandesas se unió al reto y eligió a San Patricio como patrono. En el momento El Paso fue un importante centro de la industria minera en el suroeste de Estados Unidos y norte de México, con muchos de los mineros irlandeses.  El suelo se limpió el 8 de abril de 1914 y la iglesia y la piedra angular fueron bendecidos en una ceremonia por el P. Edward Barry el 12 de noviembre de 1916.